# Майка Ричардс
Майка Линкълн Ричардс (на английски: Micah Lincoln Richards) е бивш английски футболист, умеещ да играе на всяка позиция в защита, също така и като опорен халф. Прави име като десен защитник. Притежава голяма издръжливост, бързина и физическа мощ. Той е най-младият играч, участвал в официален мач за националния отбор по футбол на Англия.

## Отличия
Манчестър Сити
- ФА Къп (2011)
- Висша лига (2012)